# Dag Hammarskjöldsleden
Der Dag Hammarskjöldsleden ist ein nach dem ehemaligen UNO-Generalsekretär und Friedensnobelpreis-Träger Dag Hammarskjöld (1905–1961) benannter 105 km langer Weitwanderweg in der schwedischen Provinz Norrbottens län zwischen Abisko und Nikkaluokta. Er wurde als „moderner Pilgerweg“ angelegt und im Jahr 2004 eröffnet.

## Geschichte
Der Wanderweg wurde auf lokaler, regionaler und nationaler Ebene in enger Zusammenarbeit mit den Samen, dem Bistum Luleå der schwedischen Kirche, der Provinzverwaltung von Norrbotten und dem schwedischen Wanderverband STF errichtet. Er beginnt in Abisko und führt zunächst durch den Nationalpark Abisko. Dabei folgt der Wanderweg über 72 km dem nördlichsten Teil des Kungsleden bis zur Singi-Hütte, von wo er noch weitere 33 km bis Nikkaluokta weiterführt.

## Besonderheiten

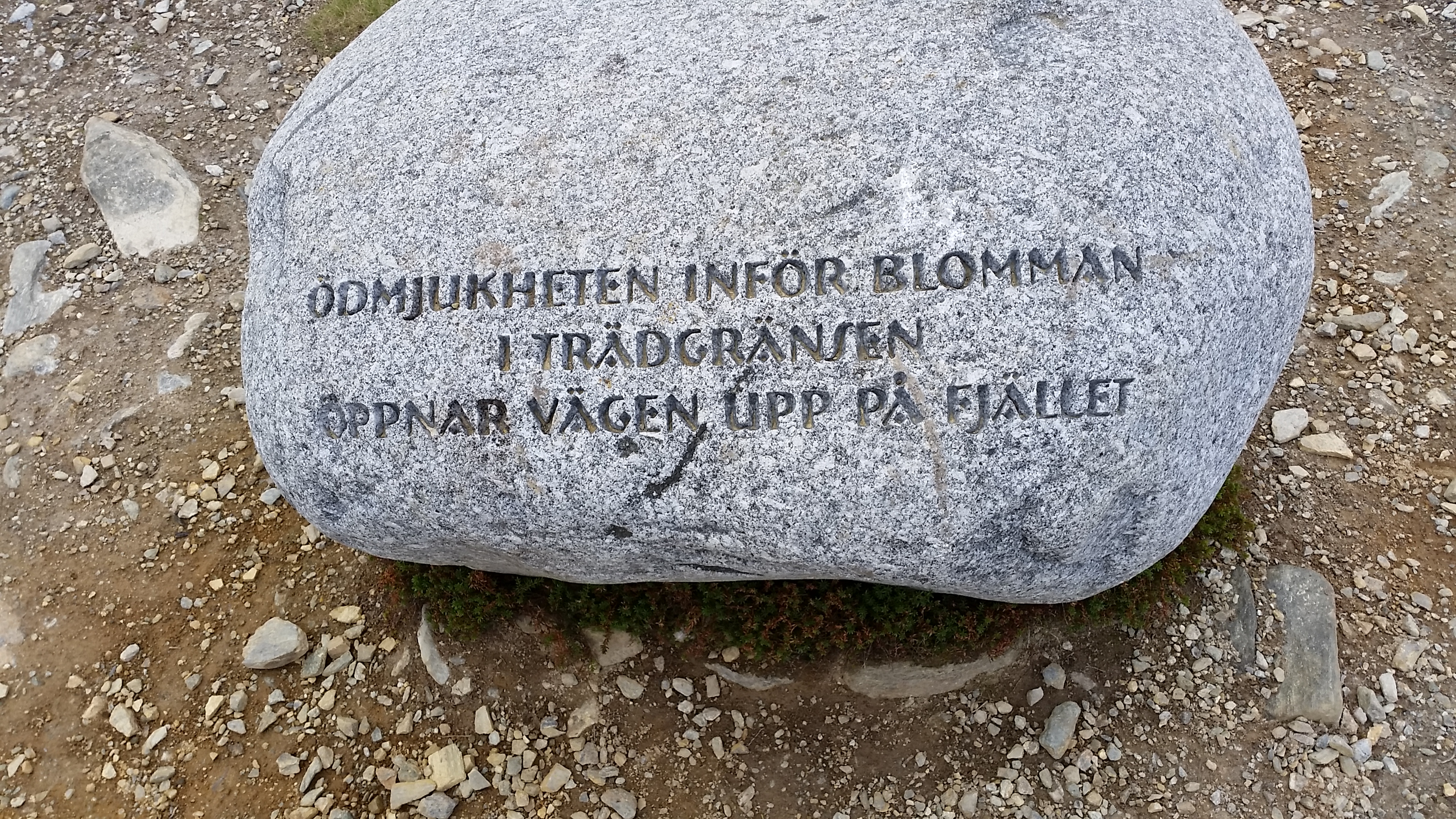
Stein an einem Meditationsplatz mit Zitat in schwedischer Sprache: „Ödmjukheten inför blomman i trädgränsen öppnar vägen upp på fjället“

- Auf dem Weg gibt es sieben ausgewählte Meditationsplätze, in deren Mitte sich jeweils ein runder Stein befindet. Auf den Steinen sind verschiedene Zitate von Dag Hammarskjöld auf Schwedisch und Sami zu lesen, um während der Wanderung anzuhalten und darüber nachzudenken.
- Ebenso wie beim Kungsleden ist auch für den Dag Hammarskjöldsleden eine Winterroute mit Stöcken markiert.

## Verlauf
- STF-Touristenstation Abisko
- STF-Touristenstation Abiskojaure ← 14 km
- STF-Touristenstation Alesjaure ← 20 km
- STF-Touristenstation Tjäktja ← 13 km
- Tjäktja-Pass ← 3 km
- STF-Touristenstation Sälka ← 9 km
- STF-Touristenstation Singi ← 13 km
- STF-Touristenstation Kebnekaise ← 14 km
- Imbiss am Ladtjojaure-See ← 13 km
- Nikkaluokta ← 6 km

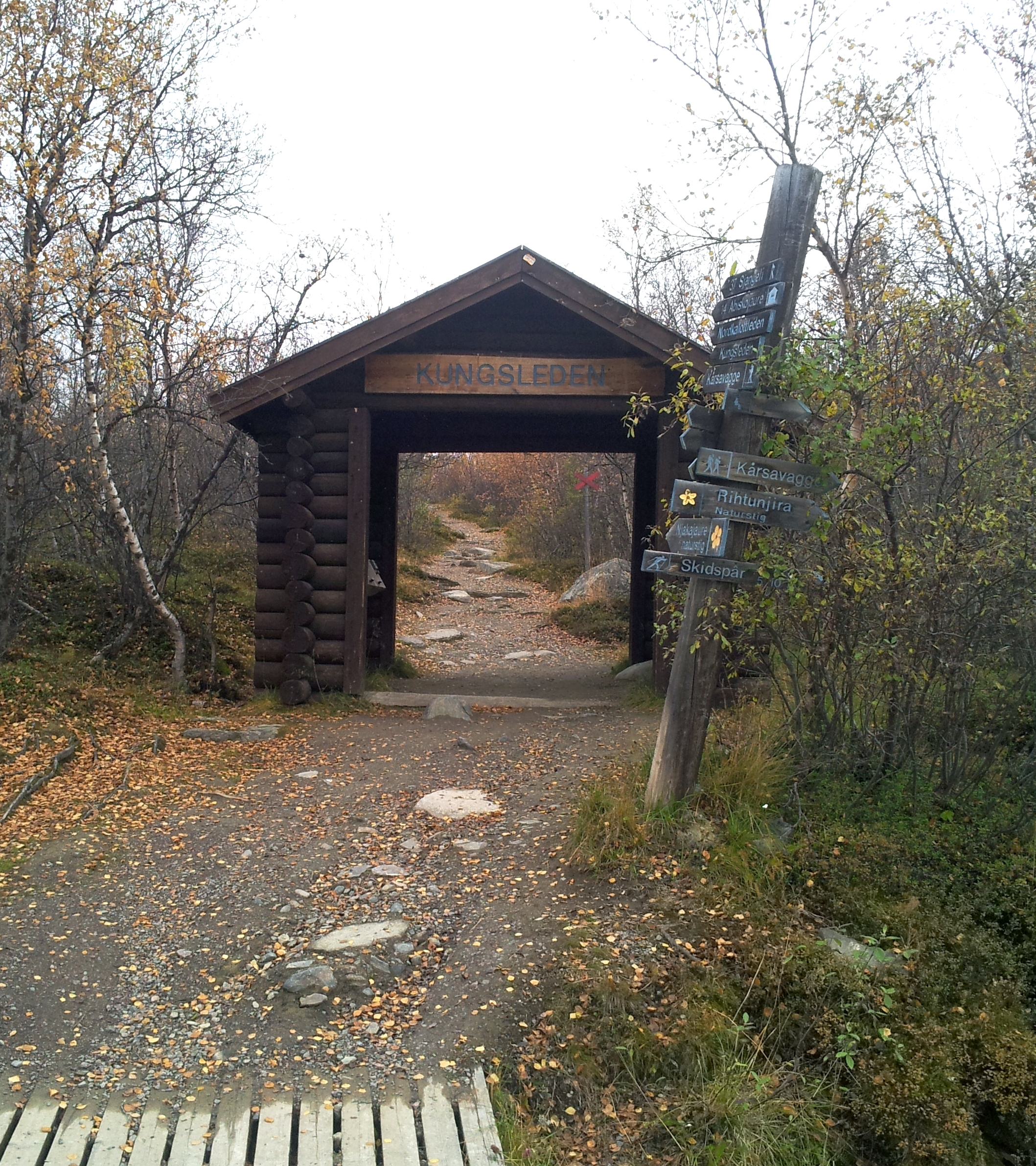
Startpunkt von Kungsleden und Dag Hammarskjöldsleden in der Nähe der STF-Touristenstation Abisko
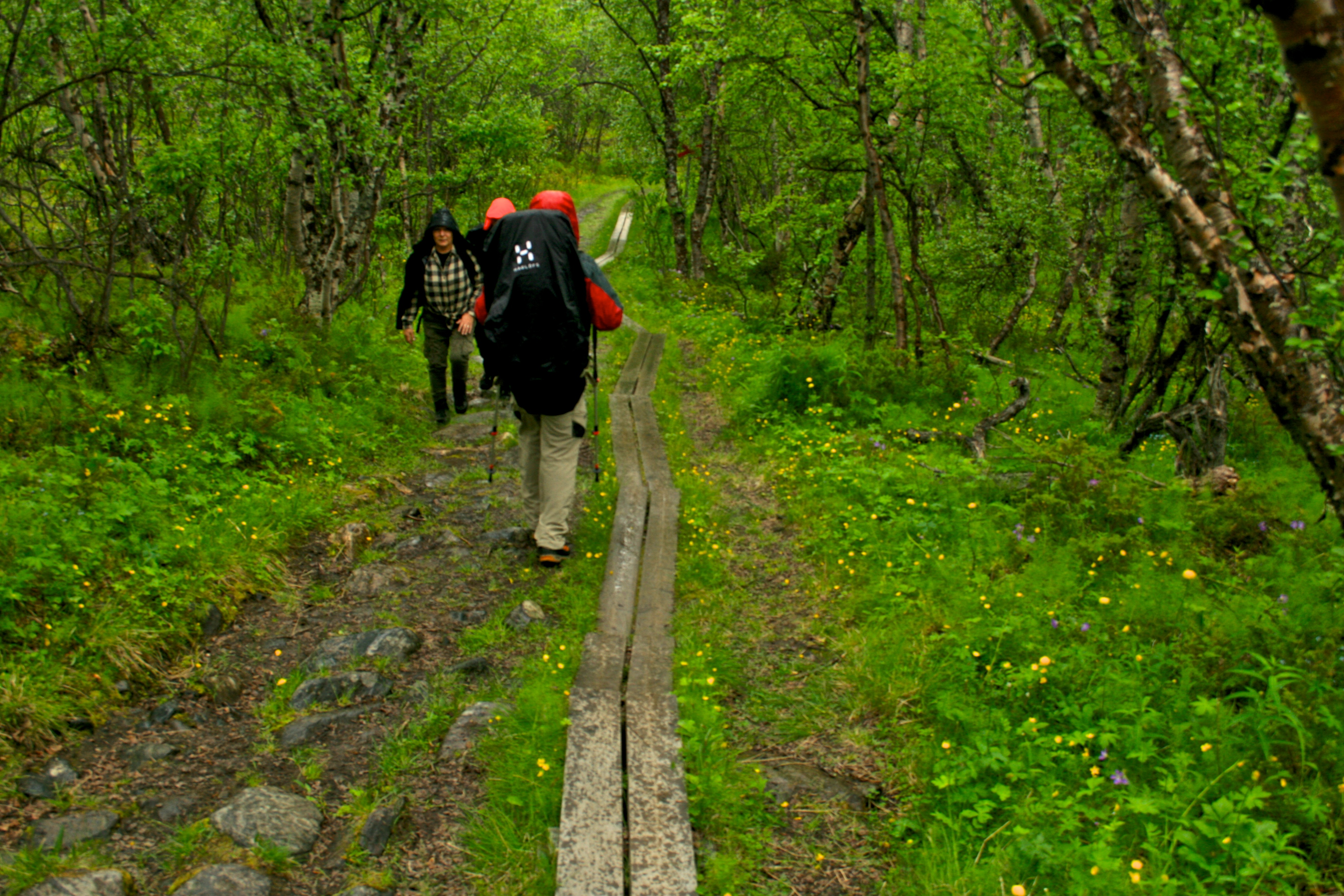
Wegstück im Nationalpark Abisko
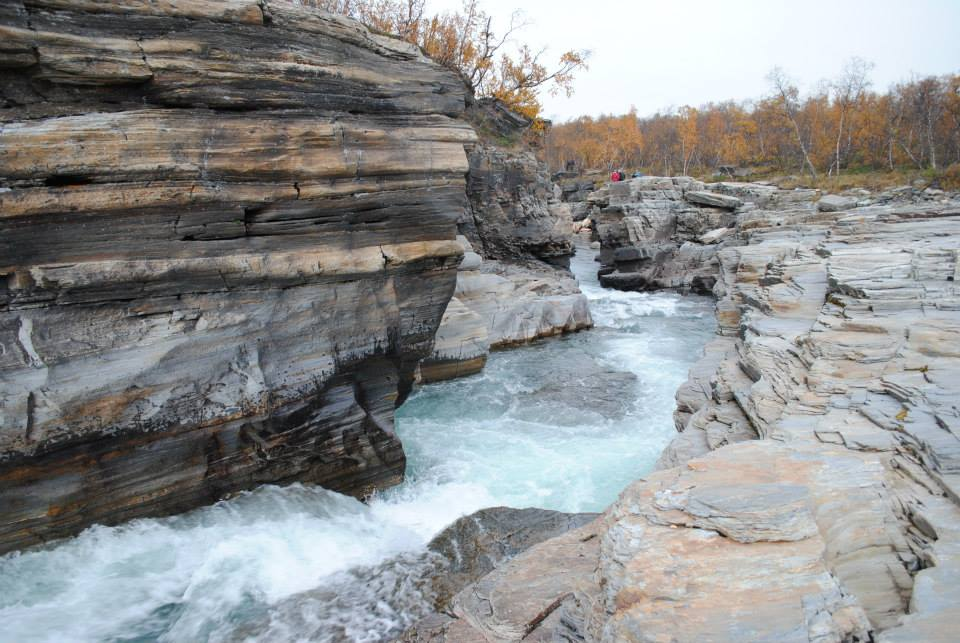
Abisko kanjon, Canyon des Abiskojåkka bei Abisko
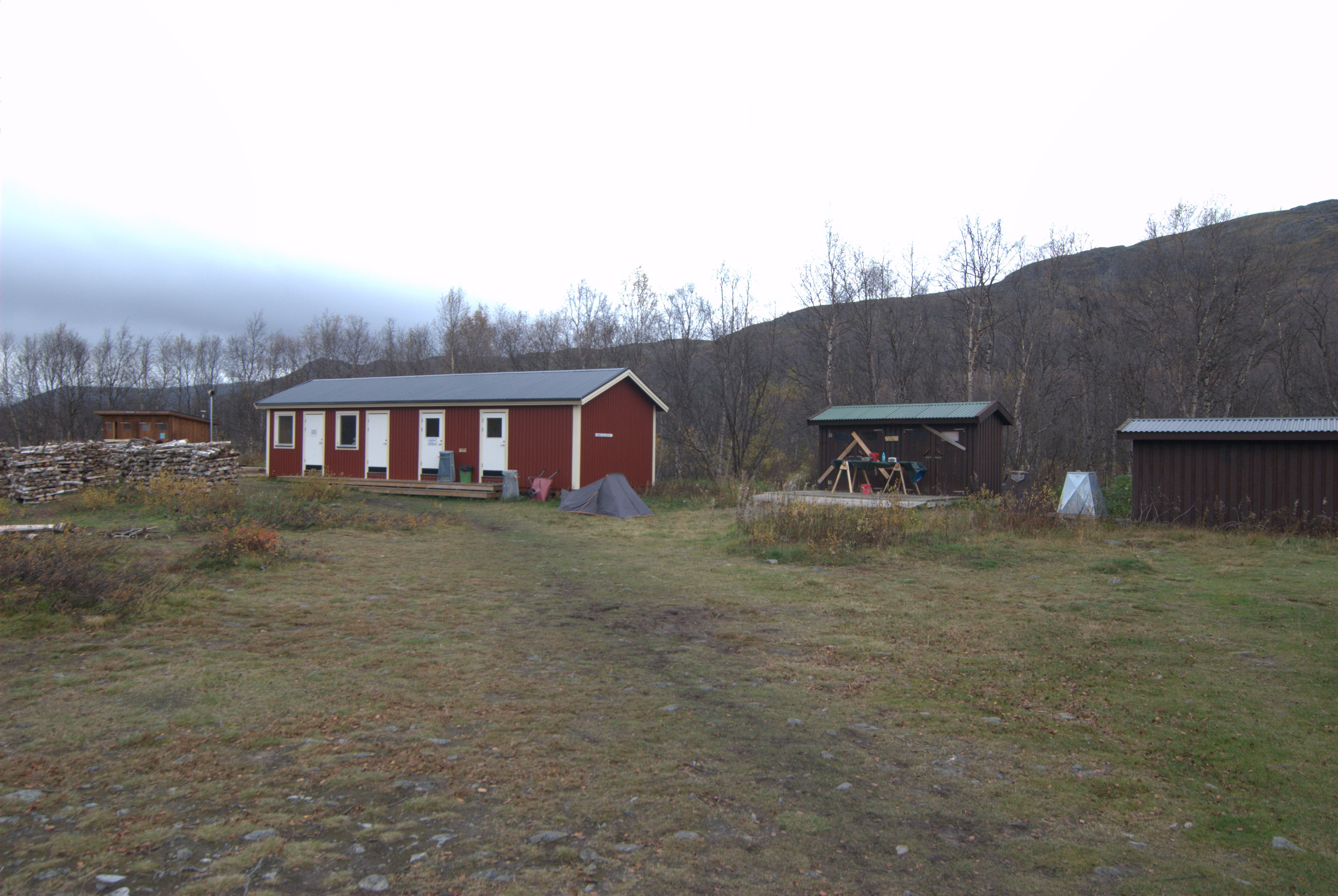
STF-Touristenstation Abiskojaure
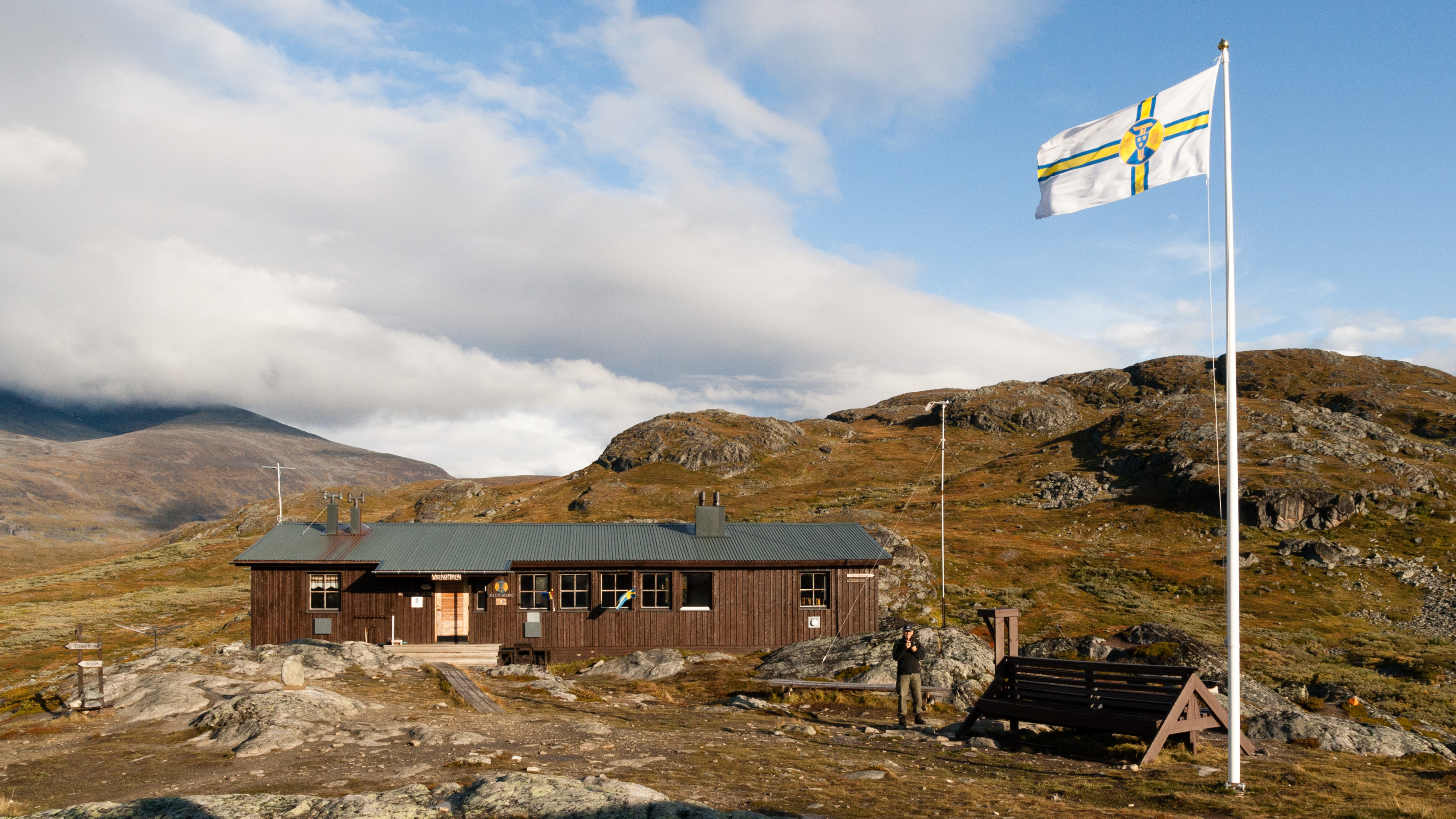
STF-Touristenstation Alesjaure
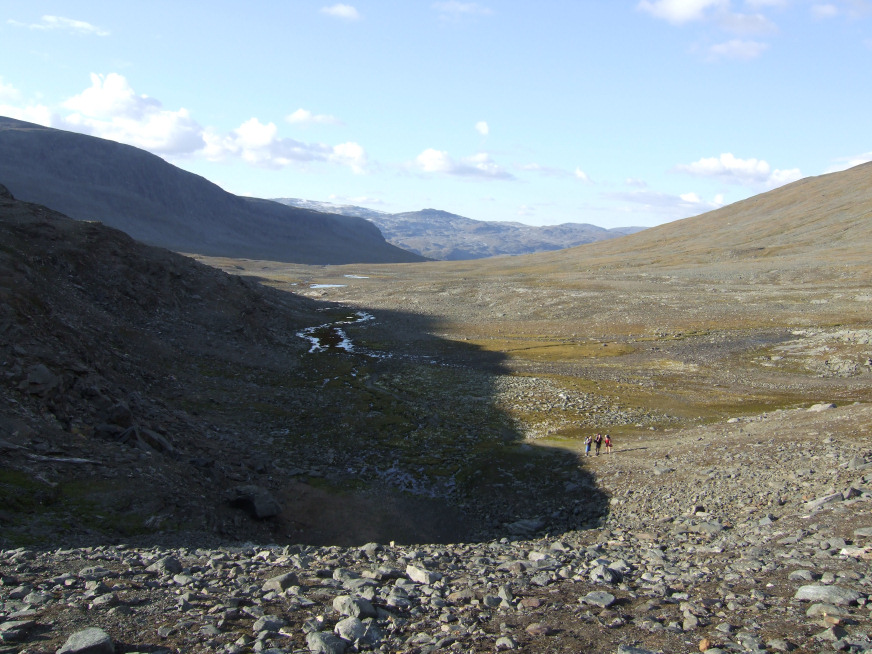
Tjäktja-Pass
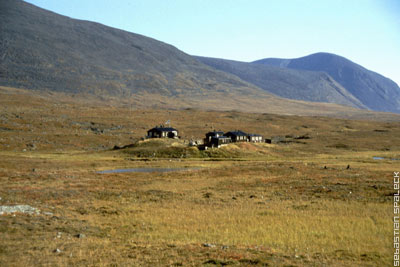
STF-Touristenstation Sälka
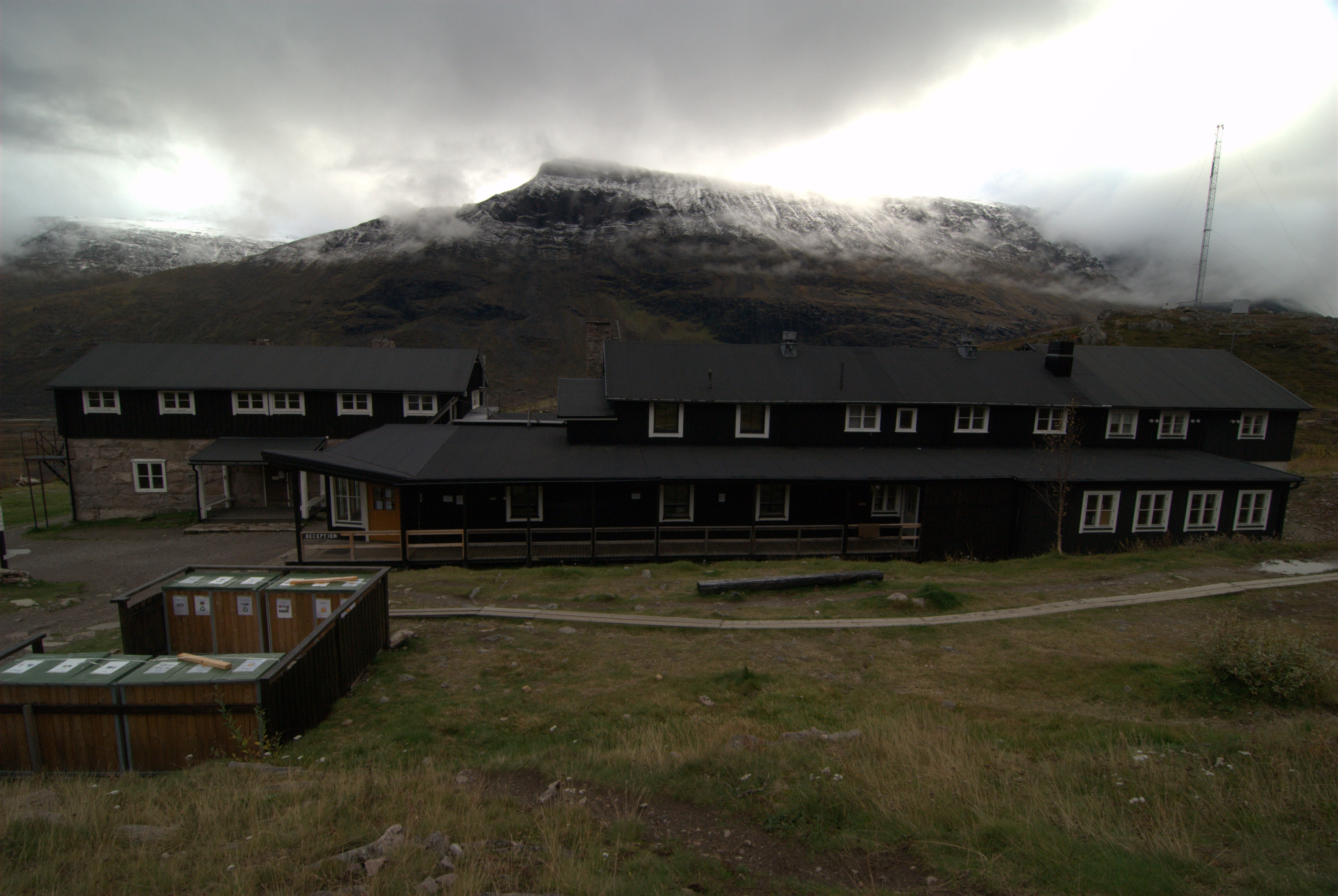
STF-Touristenstation Kebnekaise
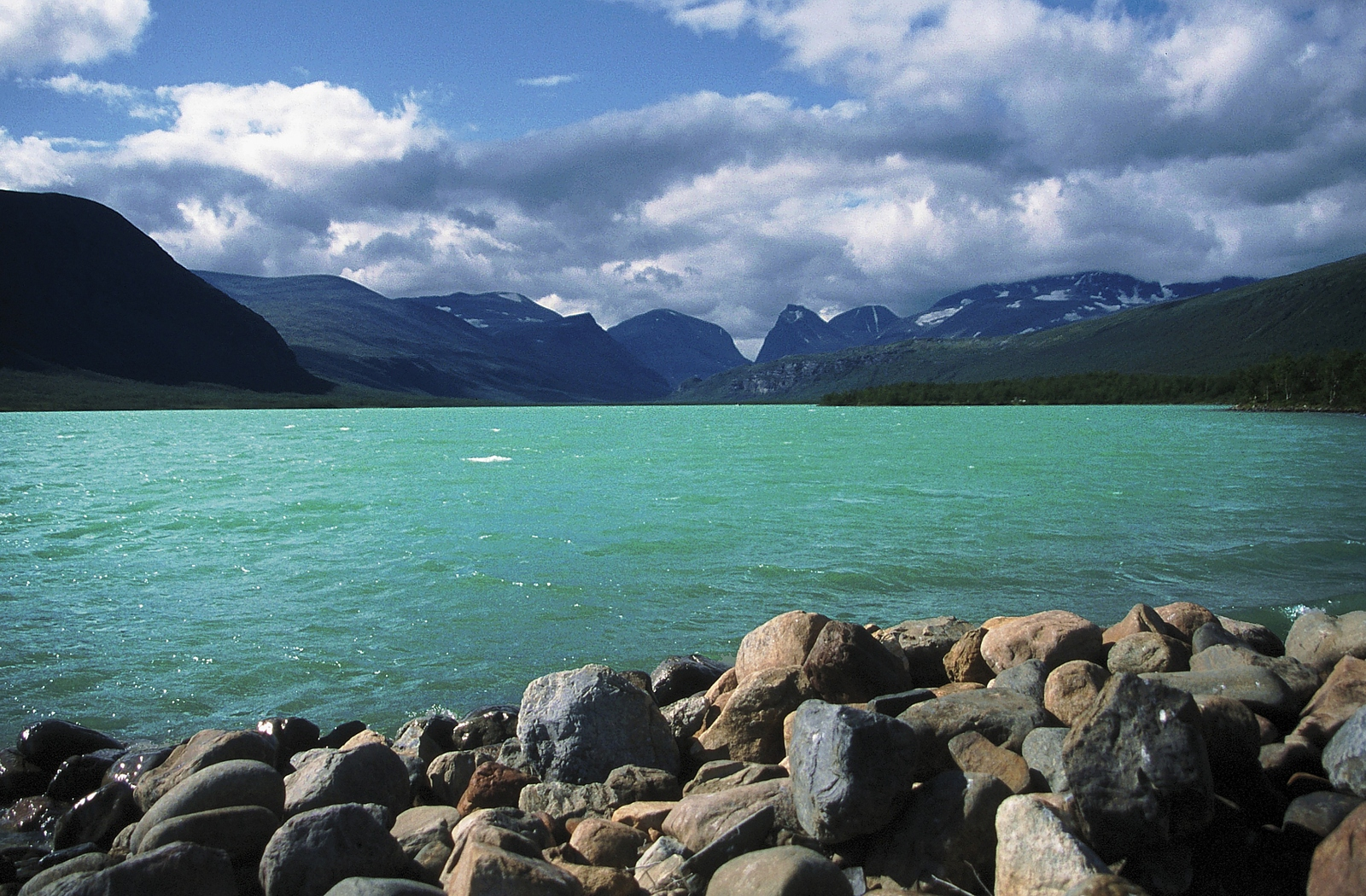
Ladtjojaure-See
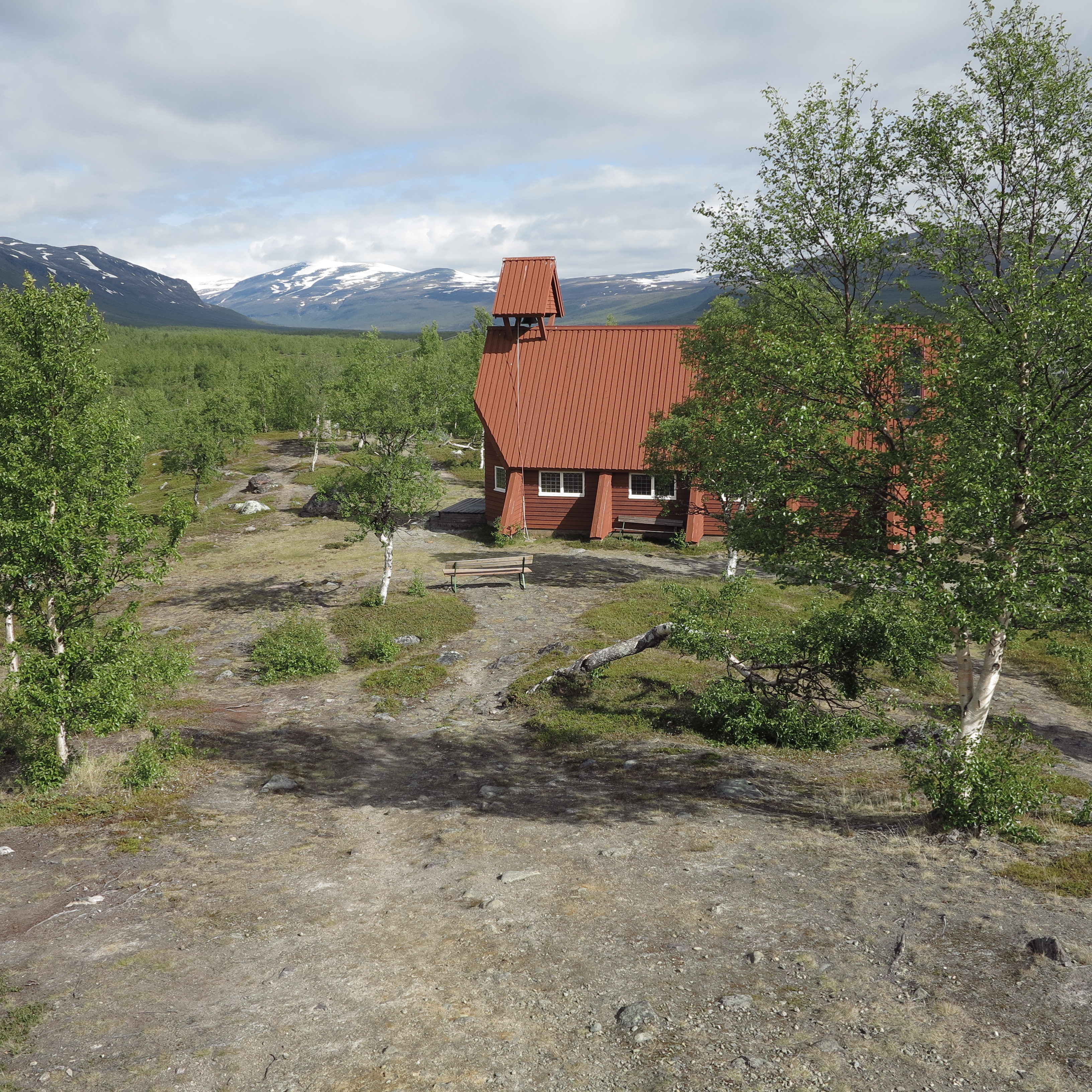
Kirche in Nikkaluokta

## Fjällräven Classic
Im August findet zwischen Abisko und Nikkaluokta der Fjällraven Classic statt.